# LICIACube

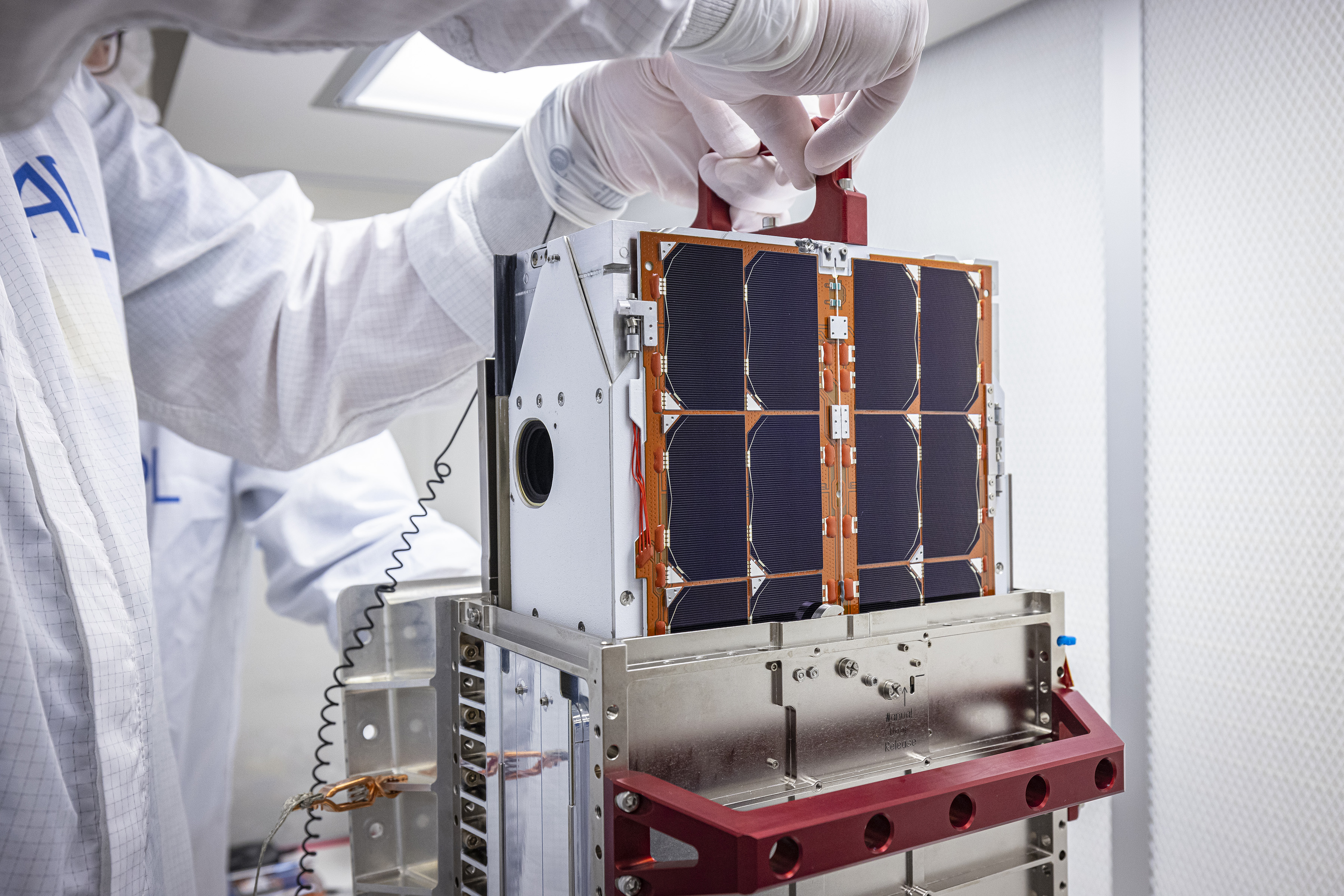
LICIACube de la mission DART

Light Italian CubeSat for Imaging of Asteroids (anglais pour « CubeSat italien léger pour l'imagerie d'astéroïdes »), en abrégé LICIACube, est un CubeSat 6 unités fabriqué par l'Agence spatiale italienne (ASI). LICIACube fait partie de la mission Double Asteroid Redirection Test (DART) et est conçu pour effectuer une analyse observationnelle du système binaire (65803) Didymos après l'impact de DART. Il communiquera directement avec la Terre, renverra des images des éjectas et du panache de l'impact de DART ainsi qu'une étude des astéroïdes lors de son survol du système de Didymos, 3 jours après l'impact de Dart. LICIACube est la première sonde spatiale autonome purement italienne dans l'espace lointain, également pour le segment sol (GS), avec l'archivage et le traitement des données gérés par le Space Science Data Center (SSDC) de l'ASI.

## Histoire
LICIACube est la première mission dans l'espace lointain développée et gérée de manière autonome par une équipe italienne : la conception, l'intégration et le test du CubeSat ont été confiés par l'Agence spatiale italienne (ASI) à la société aérospatiale Argotec, tandis que le segment sol de LICIACube a une architecture complexe basée sur le centre de contrôle de mission d'Argotec., des antennes du NASA Deep Space Network (NASA DSN) et de l'archivage et du traitement des données, gérés au Space Science Data Center (SSDC) de l'ASI. L'équipe scientifique réalisant ce CubeSat est dirigée par l'Institut national d'astrophysique (OAR, IAPS, OAA, OAPd, OATs) avec le soutien de l'IFAC-CNR et de l'Université de Naples - Parthénope. L'équipe est enrichie par l'Université de Bologne, pour la détermination de l'orbite et la navigation du satellite, et l'École polytechnique de Milan, pour l'analyse et l'optimisation de la mission. L'équipe de LICIACube comprend une large communauté scientifique italienne, impliquée dans la définition de tous les aspects de la mission : conception de trajectoire ; définition de la mission (et détermination de l'orbite en temps réel pendant les opérations) ; simulation et modélisation de l'impact, du panache et de l'imagerie, en vue de la préparation d'un cadre approprié pour l'analyse et l'interprétation des données in situ. Le défi technologique majeur de la mission, à savoir le ciblage et l'imagerie autonomes d'un si petit corps lors d'un survol rapide, à accomplir avec les ressources limitées d'un CubeSat, est abordable grâce à une forte synergie de toutes les équipes mentionnées à l'appui de les tâches d'ingénierie.

## Conception du satellite
Pour cette mission, la plate-forme Argotec utilise un système de navigation autonome, deux panneaux solaires légers, un système de propulsion intégré, deux caméras, un système de communication en bande X et un ordinateur de bord avancé.

## Charge utile scientifique
LICIACube est équipé de deux caméras optiques pour effectuer une reconnaissance des astéroïdes pendant le survol, surnommées LUKE (LICIACube Unit Key Explorer), une caméra à champ étroit, et LEIA (LICIACube Explorer Imaging for Asteroid), un imageur à champ large avec un filtre infrarouge à motif de Bayer RVB. Celles-ci captureront des données scientifiques sur la composition de l'astéroïde et informeront son système autonome en trouvant et en suivant l'astéroïde tout au long de la rencontre. En raison de sa libération dans une phase où DART se préparera à son impact, il est prévu de prendre une image toutes les 6 secondes pendant la période d'impact de DART, les objectifs préliminaires du survol étant de prendre 3 images haute résolution racontant la morphologie de l'astéroïde et le reste étant concentré sur la physique de l'astéroïde et de génération des panaches après l'impact. Cela pourrait aider à caractériser les conséquences de l'impact.

## Profil de la mission

### Lancement
LICIACube a été fabriqué en Italie et envoyé au Laboratoire de physique appliquée (APL) de l'Université Johns-Hopkins en septembre 2021. Là, le 8 septembre 2021, LICIACube a été intégré à DART pour un lancement le 24 novembre 2021 à 06:21:02 UTC, à l'intérieur d'une boîte à ressort placée sur le mur de DART.

### Phase de croisière et survol
Après le lancement, le CubeSat reste enfermé dans une boîte à ressort et est donc accroché à DART pendant presque toute la durée de la mission. Il s'en séparera en sortant d'une boîte située sur DART à environ 4 km/h, 10 jours avant l'impact, pour acquérir des images de l'impact et des éjectas alors qu'il dérive au-delà de l'astéroïde, 3 jours après l'impact ,,.

### Mission après le survol
Après le survol, LICIACube passera quelques semaines à envoyer les données à l'équipe au sol et pourra mourir ou chercher une autre visite potentielle d'astéroïde en fonction de sa santé et du propergol restant stocké dans le CubeSat après le survol.

## Objectifs
LICIACube est construit dans le but de :
- documenter les effets de l'impact de DART sur Dimorphos
- caractériser la forme de la cible
- faire des recherches scientifiques dédiées sur celui-ci